# Antonio Brancato
Antonio Brancato, o anche Antonino (in albanese: Ndoni Brankati; Piana degli Albanesi, 1688 – 21 novembre 1760), è stato un presbitero di rito bizantino-greco e poeta italiano di etnia albanese.
Fu uno degli uomini più operosi e benefici arbëresh di Piana degli Albanesi per l'intera comunità siculo-albanese, scrivendo inoltre alcune poesie sacre il lingua "nazionale" albanese.

## Biografia
Coadiuvò padre Giorgio Guzzetta nell’istituzione dell'Oratorio dei Padri celibi di rito bizantino di Piana degli Albanesi (1716).
Nel 1733 fondò il "Collegio di Maria" a Piana degli Albanesi per l'educazione della gioventù femminile arbëreshe di tutte le colonie albanesi di Sicilia. Il Collegio, retto dalle suore collegine secondo i regolamenti del cardinale Corradini nella tradizione orientale italo-albanese, continua ancora oggi la sua missione.
Papàs Antonio Brancato fu anche un notevole poeta in lingua albanese, con inni religiosi e popolari. Morì a 72 anni il 21 novembre 1760.
Insieme al Servo di Dio Padre Giorgio Guzzetta è una delle figure del XVIII secolo più lungimiranti della comunità albanese di Sicilia.

## Opere principali
- Il Collegio di Maria in Piana degli Albanesi[5].
- Parkalesit e Shën Mërisë